# SN 2005H
SN 2005H – supernowa typu II odkryta 15 stycznia 2005 roku w galaktyce NGC 838. W momencie odkrycia miała maksymalną jasność 15,90m.